# Дамиш (Бихор)
Дамиш (рум. Damiș) насеље је у Румунији у округу Бихор у општини Братка. Oпштина се налази на надморској висини од 712 m.

## Становништво
Према подацима из 2002. године у насељу је живело 680 становника, од којих су сви румунске националности.